# Stig-Gösta Lindh-Ryberg
Stig-Gösta Lindh-Ryberg, född Stig Gösta Ryberg 11 april 1920 i Trollhättan, död 14 maj 1947 i Helsingborg, var en svensk målare, grafiker och tecknare.
Lindh-Ryberg studerade måleri vid Skånska målarskolan i Malmö samt genom självstudier. Separat debuterade han med en utställning på Killbergs konsthandel i Helsingborg 1945 och han medverkade i samlingsutställningar med Helsingborgs konstförening och Landskrona konstförening. Tillsammans med Bengt Orup och Gustav Rudberg ställde han ut på Jacob Hansens hus i Helsingborg 1946. Hans konst består av stilleben, figursaker och strandmotiv. Vid sidan av sitt eget skapande var han verksam som lärare vid Helsingborgs konstskola. En minnesutställning med några av hans verk visades på Vikingsberg 1948. Han är begravd på Östra kyrkogården i Malmö.